# تیم ملی فوتبال چاد
تیم ملی فوتبال چاد نماینده کشور چاد در مسابقات بین‌المللی و آفریقایی است که زیر نظر فدراسیون فوتبال چاد فعالیت می‌کند.
اولین بازی رسمی این تیم در تاریخ ۱۱ آوریل ۱۹۶۳ میلادی در برابر تیم ملی فوتبال لیبریا برگزار شده است.